# فمینیسم در چین
فمینیسم در چین همزمان با انقلاب شین‌های از قرن ۲۰ شروع شد. فمینیسم در چین مدرن با سوسیالیسم و مسائل طبقاتی ارتباط نزدیک دارد. برخی از مفسران بر این باورند که این ارتباط نزدیک به فمینیسم چین آسیب می‌رساند و معتقدند که منافع حزب کمونیست چین مقدم بر منافع زنان است.

## تاریخچه
در سال ۱۹۸۹، هفت دانشمند چینی در خارج از کشور، انجمن دانشمندان چینی برای مطالعات زنان (CSWS) را تشکیل دادند. یک شبکه فمینیستی که هدف آن ترویج مطالعات زنان و مطالعات جنسیت در چین بود. در سال ۱۹۹۴ و ۱۹۹۷، این شبکه دو نشریه تئوری فمینیسم غربی را به زبان چینی ترجمه کرد و بدین ترتیب اولین ترجمه مفهوم فمینیسم را برای جامعه دانشگاهی چین ارائه داد. در همکاری ۱۹۹۴، فمینیسم به Nv Xing Zhu Yi ترجمه شد. در سال ۱۹۹۷، هنگامی که بیشتر اعضای CSWS از ایمیل استفاده می‌کردند، این شبکه یک بحث آنلاین گسترده در مورد اینکه آیا فمینیسم نباید به عنوان Nv Xing Zhu Yi بلکه Nv Quan Zhu Yi ترجمه شود، برگزار شد.